# LNB Pro A 1995-96
La LNB Pro A 1995-1996 fue la edición número 74 de la Pro A, la máxima competición de baloncesto de Francia. Los ocho mejor clasificados accederían a los playoffs, mientras que el BCM Gravelines descendendió a la Pro B.
El campeón sería por cuarta vez en su historia el ÉB Pau-Orthez, tras derrotar al ASVEL Lyon-Villeurbanne en la final en cinco partidos.

## Equipos 1995-96
| Equipo                      | Ciudad       | Pabellón                                    | Capacidad |
| --------------------------- | ------------ | ------------------------------------------- | --------- |
| Olympique d'Antibes         | Antibes      | Salle Jean-Bunoz                            | 5000      |
| Besançon Basket Comté Doubs | Besançon     | Palais des sports Ghani-Yalouz              | 4200      |
| Cholet Basket               | Cholet       | La Meilleraie                               | 5191      |
| JDA Dijon                   | Dijon        | Palais des Sports Jean-Michel Geoffroy      | 4600      |
| ALM Évreux Basket           | Évreux       | Salle Jean Fourre                           | 3400      |
| BCM Gravelines Dunkerque    | Gravelines   | Sportica                                    | 3500      |
| Le Mans Sarthe Basket       | Le Mans      | Antarès                                     | 6003      |
| Levallois SC                | Levallois    | Palais des Sports Marcel Cerdan             | 3000      |
| CSP Limoges                 | Limoges      | Palais des sports de Beaublanc              | 5500      |
| ASVEL Basket                | Villeurbanne | Astroballe                                  | 5643      |
| CRO Lyon Basket             | Lyon         | Palais des sports de Lyon                   | 6500      |
| Montpellier Paillade Basket | Montpellier  | Palacio de los Deportes Pierre de Coubertin | 4003      |
| SLUC Nancy Basket           | Nancy        | Palais des Sports Jean Weille               | 6027      |
| Paris Basket Racing         | París        | Stade Pierre-de-Coubertin                   | 4200      |
| Élan Béarnais Pau-Orthez    | Pau-Orthez   | Palais des Sports de Pau                    | 7813      |
| Strasbourg IG               | Estrasburgo  | Rhénus                                      | 4000      |

## Resultados

### Temporada regular
|     | Equipo                      | J  | G  | P  | PF   | PC   | Pts | Clasificación     |
| --- | --------------------------- | -- | -- | -- | ---- | ---- | --- | ----------------- |
| 1.  | Élan Béarnais Pau-Orthez    | 30 | 27 | 3  | 2602 | 2284 | 57  | playoff           |
| 2.  | CSP Limoges                 | 30 | 25 | 5  | 2502 | 2125 | 55  | playoff           |
| 3.  | ASVEL Basket                | 30 | 25 | 5  | 2612 | 2329 | 55  | playoff           |
| 4.  | Olympique d'Antibes         | 30 | 21 | 9  | 2674 | 2528 | 51  | playoff           |
| 5.  | Paris Basket Racing         | 30 | 17 | 13 | 2608 | 2515 | 47  | playoff           |
| 6.  | Levallois SC                | 30 | 16 | 14 | 2517 | 2454 | 46  | playoff           |
| 7.  | JDA Dijon                   | 30 | 16 | 14 | 2582 | 2618 | 46  | playoff           |
| 8.  | SLUC Nancy Basket           | 30 | 15 | 15 | 2444 | 2437 | 45  | playoff           |
| 9.  | Montpellier Paillade Basket | 30 | 14 | 16 | 2417 | 2545 | 44  |                   |
| 10. | ALM Évreux Basket           | 30 | 12 | 18 | 2389 | 2485 | 42  |                   |
| 11. | Le Mans Sarthe Basket       | 30 | 10 | 20 | 2411 | 2519 | 40  |                   |
| 12. | Strasbourg IG               | 30 | 10 | 20 | 2502 | 2646 | 40  |                   |
| 13. | Cholet Basket               | 30 | 9  | 21 | 2386 | 2515 | 39  |                   |
| 14. | Besançon Basket             | 30 | 9  | 21 | 2625 | 2805 | 39  |                   |
| 15. | CRO Lyon Basket             | 30 | 8  | 22 | 2386 | 2588 | 36  |                   |
| 16. | BCM Gravelines Dunkerque    | 30 | 6  | 24 | 2210 | 2474 | 36  | Desciende a Pro B |

## Playoff
|  | Cuartos de final | Cuartos de final         | Cuartos de final |                     |    | Semifinales              | Semifinales | Semifinales |  |    | Final                    | Final | Final |  |
|  |                  |                          |                  |                     |    |                          |             |             |  |    |                          |       |       |  |
|  |                  |                          |                  |                     |    |                          |             |             |  |    |                          |       |       |  |
|  | 1.               | Élan Béarnais Pau-Orthez | 2                |                     |    |                          |             |             |  |    |                          |       |       |  |
|  | 1.               | Élan Béarnais Pau-Orthez | 2                |                     |    |                          |             |             |  |    |                          |       |       |  |
|  | 8.               | SLUC Nancy Basket        | 0                |                     |    |                          |             |             |  |    |                          |       |       |  |
|  | 8.               | SLUC Nancy Basket        | 0                |                     | 1. | Élan Béarnais Pau-Orthez | 2           |             |  |    |                          |       |       |  |
|  |                  |                          |                  |                     | 1. | Élan Béarnais Pau-Orthez | 2           |             |  |    |                          |       |       |  |
|  |                  |                          | 4.               | Olympique d'Antibes | 0  |                          |             |             |  |    |                          |       |       |  |
|  | 4.               | Olympique d'Antibes      | 4.               | Olympique d'Antibes | 0  | 2                        |             |             |  |    |                          |       |       |  |
|  | 4.               | Olympique d'Antibes      |                  |                     |    |                          |             |             |  |    |                          |       |       |  |
|  | 5.               | Paris Basket Racing      | 1                |                     |    |                          |             |             |  |    |                          |       |       |  |
|  | 5.               | Paris Basket Racing      | 1                |                     |    |                          |             |             |  | 1. | Élan Béarnais Pau-Orthez | 3     |       |  |
|  |                  |                          |                  |                     |    |                          |             |             |  | 1. | Élan Béarnais Pau-Orthez | 3     |       |  |
|  |                  |                          | 3.               | ASVEL Basket        | 2  |                          |             |             |  |    |                          |       |       |  |
|  | 2.               | CSP Limoges              | 3.               | ASVEL Basket        | 2  | 2                        |             |             |  |    |                          |       |       |  |
|  | 2.               | CSP Limoges              |                  |                     |    |                          |             |             |  |    |                          |       |       |  |
|  | 7.               | JDA Dijon                | 0                |                     |    |                          |             |             |  |    |                          |       |       |  |
|  | 7.               | JDA Dijon                | 0                |                     | 2. | CSP Limoges              | 0           |             |  |    |                          |       |       |  |
|  |                  |                          |                  |                     | 2. | CSP Limoges              | 0           |             |  |    |                          |       |       |  |
|  |                  |                          | 3.               | ASVEL Basket        | 2  |                          |             |             |  |    |                          |       |       |  |
|  | 3.               | ASVEL Basket             | 3.               | ASVEL Basket        | 2  | 2                        |             |             |  |    |                          |       |       |  |
|  | 3.               | ASVEL Basket             |                  |                     |    |                          |             |             |  |    |                          |       |       |  |
|  | 6.               | Levallois SC             | 0                |                     |    |                          |             |             |  |    |                          |       |       |  |
|  | 6.               | Levallois SC             | 0                |                     |    |                          |             |             |  |    |                          |       |       |  |
|  |                  |                          |                  |                     |    |                          |             |             |  |    |                          |       |       |  |

## Premios de la LNB
MVP de la temporada regular
- MVP extranjero :  Delaney Rudd (ASVEL Basket)
- MVP francés :  Antoine Rigaudeau (Élan Béarnais Pau-Orthez)

Jugador revelación
- Fabien Dubos (Élan Béarnais Pau-Orthez)

Mejor defensor
- Arsène Ade-Mensah (Paris Basket Racing)

Mejor entrenador
- Gregor Beugnot (ASVEL Basket)